# أحمد باقر (ملحن)
أحمد محمد باقر (1929 - 11 نوفمبر 2011 )؛ شاعر غنائي وموسيقي كويتي، يعد من الملحنين البارزين في الطرب الكويتي ومن مطوري الأغنية الكويتية الحديثة.
كتب ولحن سكتشات عبدالحسين عبدالرضا وسعاد عبدالله مثل سكتش شهر العسل.

## البدايات
ولد الفنان أحمد محمد يوسف باقر في مدينة الكويت منطقة الشرق عام 1929 التحق بمدرسة المباركية في بداية حياته التعليمية ثم توقّف عن الدراسة عندما وصل إلى المرحلة الثانوية، بسبب حبه للفن وانشغاله الدائم به. بعد ذلك بدأ البحث عن وظيفة، فكانت بداية حياته المهنية من خلال شركة النفط حيث التحق بوظيفة «تل كلارك». كان راتبه آنذاك 150 روبية. عندما تسلّم أول راتب، بادر إلى شراء آلة عود، وذلك لإشباع رغبته الفنية. ترك العمل في شركة النفط والتحق بشركة أميركية تعمل في منطقة المشعاب براتب أكبر، وكان يتولى مهمة فرز البريد وتعمل بأمرته مجموعة من الموظفين يوزعون البريد، لكنه ما لبث أن ترك الوظيفة وعاد للعمل مجدداً في شركة النفط.

## أول لحن
في عام 1960 قام بتلحين قصيدة بعنوان لي خليل حسين للشاعر أحمد العدواني وقام الفنان شادي الخليج بغناءها. وقد كانت طفرة في الأغنية الكويتية، حيث انها نجحت نجاحا كبيراً واعتبرت انعطافا فنيا جديداً في مسيرة الأغنية الكويتية.

## مع عوض دوخي
جمعت أغنية «يا ساهر الليل» الشهيرة، باقر وصديق عمره الشاعر عبد الله محمد العتيبي، وغناها مطرب الكويت الكبير الراحل عوض دوخي. اتفق الجميع على أنها من أبرز الأعمال الغنائية البحرية المطورة والتي لا تزال تُذاع حتى الآن وتحتفظ بمستواها الفني، تقول كلماتها:
" آه يا ساهر الليل مثلي ما تنام
والله ذكرتني بالأحبة يا حمام
يا لايمي في الهوى زاد العتاب
ما تدري أن الهوى ليله عذاب" 

## مع عبد الكريم عبد القادر
كان أول لقاء بين باقر وعبد الكريم عبد القادر في عام 1967 وذلك من خلال أغنية بعنوان «سرى الليل»، تأليف الدكتور عبد الله محمد العتيبي فكانت أحد أبرز الأعمال الغنائية التي ساهمت في ظهور عبد القادر وشهرته وتألقه على الساحة الغنائية الكويتية، على الرغم من وجود أصوات غنائية مشهورة ومتميزة عدة في تلك الفترة.
تقول مقدمتها:
سرى الليل يا قمرنا وناديك بسهرنا
وأنا أخاف ياقمرنا خذاك الليل والهوى
لياليك دنيانا وعناويك نجوانا
أمانيك سلوانا لك الشوق ودانا 

## الأغنية الوطنيّة
كانت ألحان باقر الوطنية متميزة ولا تقل عن ألحانه العاطفية خصوصاً من حيث مطابقة النغم للمعنى. كان متواصلاً مع كبار المطربين ويعتبر الفنان شادي الخليج أكثر المطربين تعاوناً معه في هذا المجال، إذ غنى له أنجح أغانياته من بينها: «أنا العربي» و«طاب النشيد» وهي من كلمات الشاعر الراحل عبد الله محمد العتيبي و«كويت العرب» من كلمات الشاعر عبد الله سنان و«صدى الماضي» من كلمات الشاعر أحمد العدواني كذلك غنت له المطربة نجاة الصغيرة أغنية "بلدي المحبوب"، والمطربة عليه التونسية أغنية «بلدي الحبيب» وعاليه حسين أغنية «أنشودة الكفاح» وسناء الخراز أغنية «بالخير ياللي مشيتوا»، بالإضافة إلى أعمال غنائية وطنية أخرى عدة بأصوات كويتية وعربية.

## دراسته
التحق أحمد باقر بالمعهد العالي للموسيقى العربية التابع لأكاديمية الفنون بالقاهرة. حتى يطور من موهبته الموسيقية ويصقلها بالدراسة الأكاديمية. وقد كان موهوباً ولافتاً لأنظار أقرانه، حيث أطلقت عليه عميدة معهد الموسيقى العربية الدكتورة رتيبة الحفني لقب سنباطي الخليج.
وفي عام 1968 حصل على شهادة بكالوريوس الفنون الموسيقية من المعهد وبهذا أصبح ثاني فنان كويتي يحصل على مؤهل أكاديمي في الموسيقى بعد الفنان شادي الخليج. وكانت أبرز أعماله لتلفزيون الكويت من خلال أسكتش شهر العسل الذي نال شهرة واسعة ما زالت عالقة في آذان الناس ليومنا هذه، حيث قام بتأليف هذا السكتش الذي قدم في البداية من جزئين متتابعين.. قام بتأديتهما الفنانان الشهيرين عبد الحسين عبد الرضا وسعاد عبد الله وقام بإخراجها للتلفزيون فيصل الضاحي، وما زال الناس يرددون مقاطع هذا السكتش ليومنا هذا لما يحمله من الكلمات الجميلة واللحن الرائع والكوميديا الظريفة والإخراج المتقن.

## معهد الموسيقى
عند عودته للوطن قام باقتراح فكرة إنشاء معهد للموسيقى في دولة الكويت وتم إنشاؤه في عام 1972 وعمل مشرفًا فيه. وقام بعدها بتطوير هذه الفكرة ليتحول معهد الموسيقى إلى المعهد العالي للفنون الموسيقية وذلك في عام 1976، والذي من خلاله يمّكن الطلبة من استكمال الدراسة الأكاديمية وصقل مواهبهم الفنية · 

## وفاته
توفي في صباح 11 نوفمبر 2011 بعد صراع مع المرض وتم
تأبينه من قبل وزارة الأعلام الكويتية.